# Phenacoccus schmelevi
Phenacoccus schmelevi är en insektsart som beskrevs av Bazarov 1980. Phenacoccus schmelevi ingår i släktet Phenacoccus och familjen ullsköldlöss. Inga underarter finns listade i Catalogue of Life.